# تريفور بويد
تريفور بويد (22 أكتوبر 1944 في أستراليا - ) (بالإنجليزية: Trevor Boyd)‏ هو لاعب كريكت أسترالي.

## وصلات خارجية
- تريفور بويد على موقع إي آس بي آن كريك إنفو (الإنجليزية)